# Час супутникових навігаційних систем
Супутникові навігаційні системи GPS (США) і ГЛОНАСС (Росія) діють у власному системному часі. Всі процеси вимірювань фіксуються за цією шкалою часу. Необхідно, щоб шкали часу використовувані супутниками, були узгоджені між собою. Це досягається незалежною прив'язкою кожної зі шкал супутників до системного часу. Системною шкалою часу є шкала атомного часу. Вона задається сектором керування та контролю, де підтримується з точністю вищою, ніж бортові шкали супутників.
Системний час GPS (TGPS) — це Всесвітній координований час (UTC), віднесений до початку 1980 року. Поправки TGPS до UTC реєструються з високою точністю та передаються у вигляді сталої величини в навігаційному повідомленні, а також публікуються у спеціальних бюлетенях.
Системний час ГЛОНАСС також періодично підлаштовується під Всесвітній координований час.
В бортову шкалу часу кожного із супутників вводиться перерахунковий коефіцієнт, що залежить від висоти орбіти і враховує два релятивістських ефекти: рух супутника відносно наземного годинника (ефект релятивістського уповільнення часу) і різницю гравітаційних потенціалів на орбіті і на поверхні Землі (ефект гравітаційного червоного зміщення). Так, для системи ГЛОНАСС він дорівнює 1 − 4,36× 10−10 (релятивістська поправка 4,36× 10−10, тобто 37,7 мкс на добу).